# Ernestine Gwet Bell
Ernestine Gwet Bell (nascida em 1953) é uma ginecologista camaronesa internacionalmente conhecida.
Filha da enfermeira parteira Nurse Midwife, Ernestine estudou medicina na Universidade Paris Descartes, na França. Trabalhou no Conselho de Igrejas Batistas e Evangélicas do Hospital dos Camarões e do Hospital Laquintinie, e em 1987 abriu a Clínica Odyssey. A Clínica Odyssée tornou-se uma das comodidades médicas ginecológicas mais respeitadas de Camarões. Também foi uma das seis doutoras que fundaram o primeiro centro de fertilidade assistida de Camarões.
Em 1998, Ernestine supervisionou o nascimento da primeira criança camaronense através da fertilização in vitro. Um de seus sobrinhos era autista e, em 2005, fundou o Orchidée Home, que se concentrou em ajudar as crianças autistas e seus pais. Dois anos depois, organizou o primeiro congresso sobre autismo em Camarões. Até agosto de 2007, ela e sua equipe foram responsáveis pelo nascimento de 500 bebês através da fertilização in vitro.
Ernestine é casada, tendo duas filhas e um filho.